# Élection pontificale d'octobre 1187
L'élection pontificale d'octobre 1187 se déroule le 21 octobre 1187, juste après la mort du pape Urbain III et aboutit à l'élection du cardinal Alberto Sartori di Morra qui devient le pape Grégoire VIII.

## Sources
- (en) Cet article est partiellement ou en totalité issu de l’article de Wikipédia en anglais intitulé « Papal election, October 1187 » (voir la liste des auteurs).
- (en) Sede Vacante de 1187 - Université de Nothridge - État de Californie - John Paul Adams - 14 novembre 2013